# 孟瑤 (藝人)
孟瑤（1982年6月13日—），女，汉族，籍貫上海，生於山西大同，中國演員。

## 生平
2000年北京舞蹈學院中国民族民间舞系畢業。2003年，初次出演電視劇《风声鹤唳》。2005年，孟瑶主演电影《银饰》，在片中有裸露的激情戏份，并因露点影像流出而引发争议。2007年，孟瑶出演王晶翻拍的新版《七擒七縱七色狼》，因其身材成为媒体焦点，开始受到观众关注。

## 家庭
2008年6月18日和內衣品牌婷美的總裁周磊結婚，2010年兩人誕下一子，2019年離婚。
2022年，孟瑤的次子出生。

## 作品

### 電視劇
- 2003年《风声鹤唳》饰 梅玲
- 2003年《桐籽花开》饰 桐花
- 2003年《罪案终结》饰 童彤（女主角）
- 2004年《铁色高原》饰 夏小月
- 2004年《出生入死》饰 简爱
- 2004年《男生女生》饰 安安（女主角）
- 2008年《十大奇冤》飾 灵芝公主（女主角）
- 2011年《新水滸傳》飾 潘巧雲
- 2015年《風雲天地》飾 姚麗花
- 2015年《家和萬事興》飾 殷美美
- 2016年《大侠日天》(網絡劇)
- 2019年《风雨上海滩》(2009年拍攝)飾 春花
- 待播中《哪吒與楊戩》飾 九尾狐

### 電影
- 2004年《傳奇》
- 2004年《女皇秘案》
- 2004年《夏天雨不停》
- 2005年 《銀飾》
- 2007年《甜心粉絲王》飾 菲菲
- 2007年《七擒七縱七色狼》飾 寶珠
- 2008年《我的老婆是賭聖》飾 龍盈盈/狄娜(娜娜)
- 2008年《有隻僵屍暗戀你》飾 Chelsea
- 2009年《金錢帝國》飾 愛美麗
- 2009年《大內密探靈靈狗》飾 宮女領班(客串)
- 2009年《旺角監獄》飾 細鳳
- 2010年《未來警察》飾 女護士
- 2012年《2012我愛香港喜上加囍》飾 小紅
- 2012年《嫁個100分男人》飾 海棠
- 2013年《2013我愛香港恭囍發財》飾 蘇碧
- 2013年《笑功震武林》飾 林黛玉
- 2013年《溝女不離3兄弟》
- 2014年《賭城風雲》
- 2015年《賭城風雲II》
- 2016年《魔宮魅影》
- 2016年《妖醫》
- 2019年《好漢三條半》（網絡電影）
- 2019年《追龍II：賊王》（網絡電影）
- 2019年《鼠胆英雄》飾 三賀太
- 2021年《奇門密探》（網絡電影）

### 音樂MV
- 麦伦〈天堂是苏杭〉

## 外部連結
- 孟瑤的Instagram帳戶
- 孟瑤的新浪微博
- 孟瑤的新浪博客
- 孟瑤在互联网电影资料库（IMDb）上的資料（英文）（英文）
- 在AllMovie上孟瑤的頁面（英文）
- 孟瑤在香港影庫上的簡介
- 孟瑤在豆瓣上的资料（简体中文）
- 孟瑤在时光网上的簡介（简体中文）